# Lauris Reiniks
Lauris Reiniks (Dobele, 11 de julio de 1979) es un cantautor, actor y presentador letón.
Creció en una familia de músicos y estudió comunicación en la Universidad de Letonia e interpretación en Los Ángeles. Es muy conocido en los países bálticos y ha grabado más de 8 discos en 10 idiomas. Ganó el concurso "Dancing With The Stars" y es considerado el rey de YouTube en Letonia.

## Discografía
- Planet 42 (2002)
- Lidot savādāk (2003)
- Tik balti (2003)
- Never Look Back (F.L.Y.) (2003)
- Debesskrāpju spīts (2005)
- Nakts veikalā (2007)
- Es skrienu (2010)
- Aš bėgu (2011)
- Ma jooksen (2011)
- Lauris Reiniks Ziemassvētkos (2012)